# Ca' Vendramin Calergi

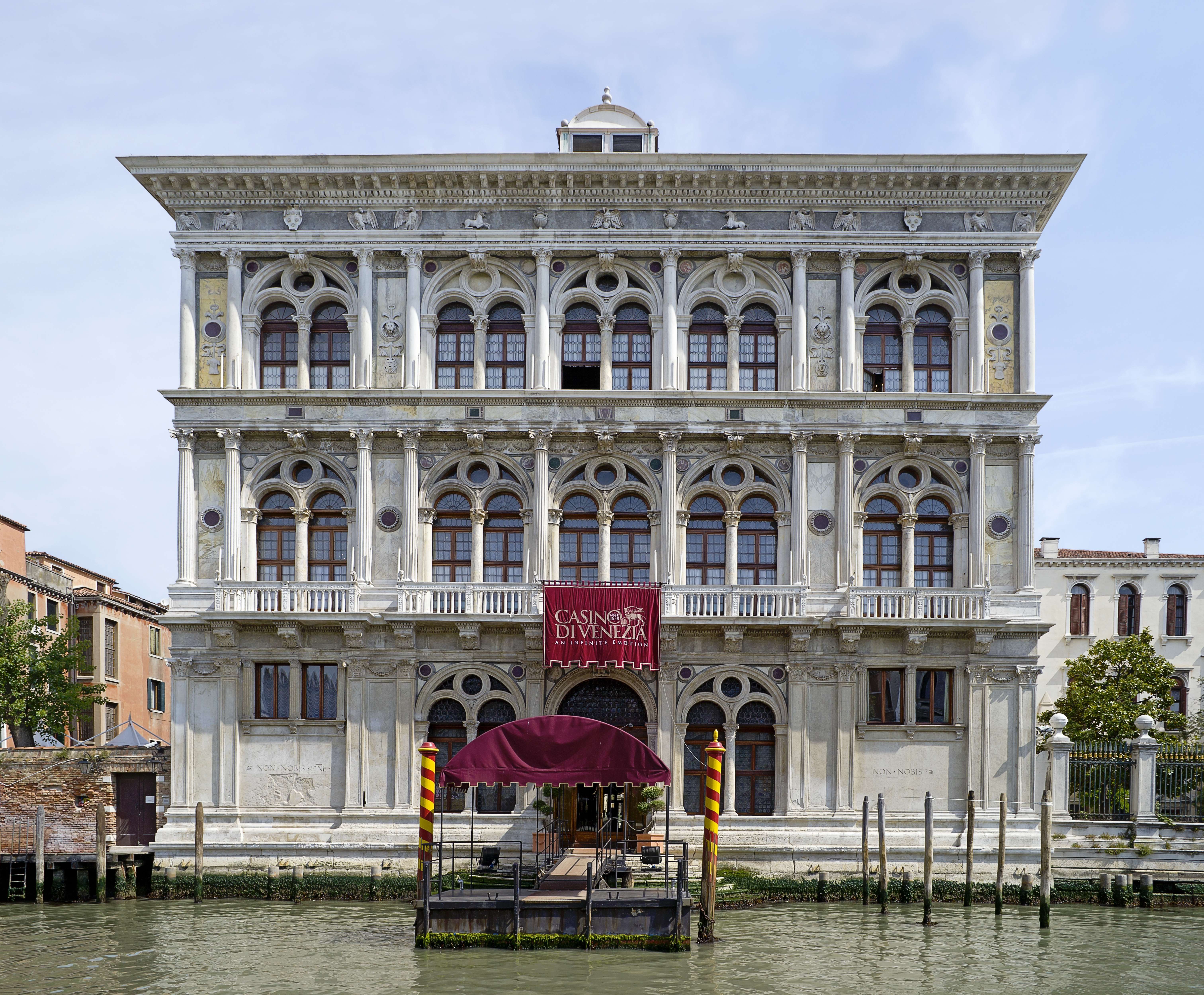
Ca' Vendramin Calergi em 2011

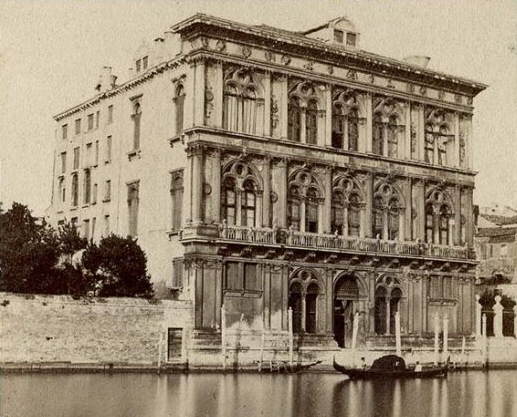
Ca' Vendramin Calergi em 1870

Ca' Vendramin Calergi é um palazzo no Grande Canal de Veneza, em Veneza, Itália. É também conhecido por outros nomes: 'Palazzo Vendramin Calergi, Palazzo Loredan Vendramin Calergi e Palazzo Loredan Griman Calergi Vendramin.
O edifício de arquitectura distinta, foi a casa de muitas pessoas proeminentes através da história e é lembrado como o lugar onde o compositor Richard Wagner morreu.
A Câmara Municipal de Veneza comprou a Ca 'Vendramin Calergi em 1946. Desde 1959, é a casa de inverno do célebre Cassino de Veneza (Casinò di Venezia).